# 토로로

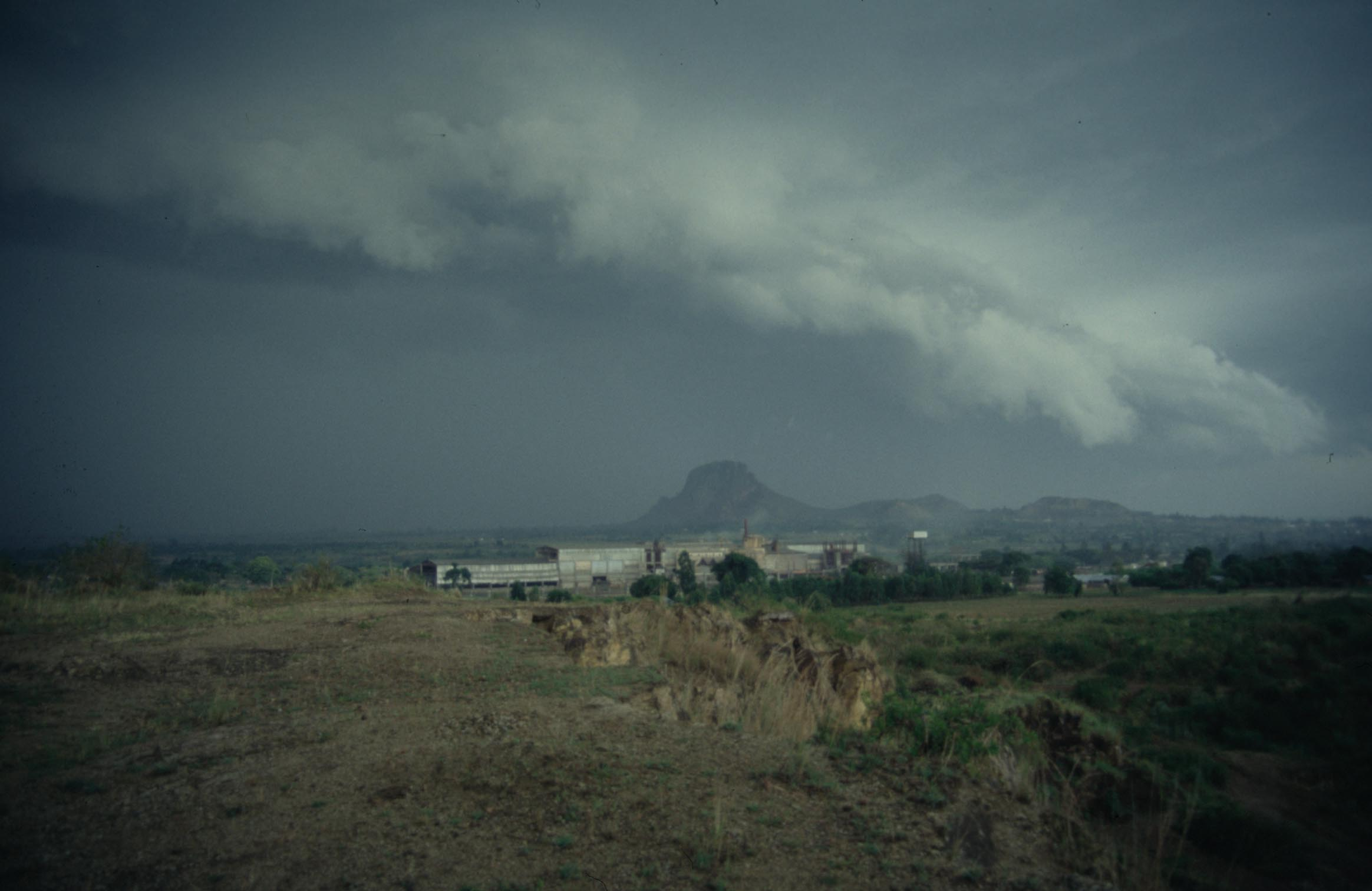
토로로 속 폭풍

토로로(Tororo)는 우간다 동남부에 위치한 도시이자 케냐 국경과 인접해 있는 도시로, 토로로 구의 행정 중심지이다. 엘곤 산 근처에 있는 해발 1,185m의 고원 지대에 위치하고 있다.
뭄바사에서 콩고 민주 공화국 동부로 이어지는 교역로 상에 있어서 우간다에서 케냐의 나이로비, 카세세, 패크워치의 각 방면으로 가는 철도가 분기되는 곳이며 도로도 각 방면으로의 간선도로가 분기되고 있다.
주된 산업은 시멘트 공업이며 관광지로는 힌두교 사원과 시내 교외에 있는 "토로로 바위"라고 불리는 기암괴석이 알려져 있다.

## 인구
| 연도    | 인구   | ±%     |
| ------- | ------ | ------ |
| 2002    | 34,800 | —      |
| 2010    | 42,500 | +22.1% |
| 2011    | 43,700 | +2.8%  |
| 2014    | 41,906 | −4.1%  |
| 2015    | 42,800 | +2.1%  |
| 2020    | 48,500 | +13.3% |
| source: |        |        |

1. ↑  “The Population of The Regions of the Republic of Uganda And All Cities And Towns of More Than 15,000 Inhabitants”. Citypopulation.de Quoting Uganda Bureau of Statistics (UBOS). 2014년 8월 27일. 2015년 2월 26일에 확인함.
2. ↑  Uganda Bureau of Statistics (June 2011). “Population of Tororo Municipal Council In 2002, 2010 And 2011” (PDF). 《Uganda Bureau of Statistics》. Kampala, Uganda. 2014년 7월 7일에 원본 문서 (Archived from the original on 7 July 2014)에서 보존된 문서. 2022년 8월 1일에 확인함.
3. ↑  Citypopulation.de (2020년 6월 14일). “The population development in Tororo as well as related information and services” (Citypopulation.de Quoting Uganda Bureau of Statistics). 《Citypopulation.de》. 2022년 8월 1일에 확인함.